# Obaga Fosca
L'Obaga Fosca és una obaga del terme municipal de Conca de Dalt, dins de l'antic terme de Claverol, al Pallars Jussà. Es troba en territori de l'antic enclavament dels Masos de Baiarri.
Està situada a la part oriental de l'enclavament, a l'esquerra de la llau de Perauba, al sud-est de la Roqueta i de l'Obaga de Barrera, al nord-est del Serrat Pelat, al nord de la Solana de l'Extrem i al sud-oest de l'Obaga de Castilló.